# Februarie 2006
Acest articol este generat integral pe baza informațiilor din articolul 2006 și este actualizat periodic de un robot.
 Editările făcute în articol vor fi șterse la următoarea actualizare! Dacă doriți să faceți modificări, editați articolul-sursă.

ianuarie -
februarie -
martie -
aprilie -
mai -
iunie -
iulie -
august -
septembrie -
octombrie -
noiembrie -
decembrie
Februarie 2006 a fost a doua lună a anului și a început într-o zi de miercuri.

## Evenimente

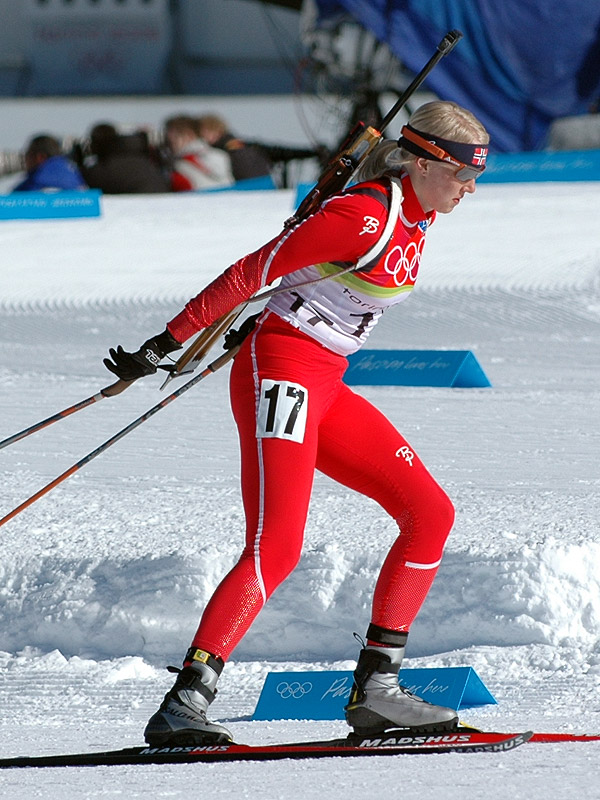
Jocurile Olimpice de Iarnă de la Torino

- 3 februarie: Feribotul egiptean Al Salam Boccaccio 98 s-a scufundat în Marea Roșie în drumul de la Dubai, Arabia Saudită, la Safaga, în sudul Egiptului. Nava transporta 1.312 pasageri și 96 membri ai echipajului la momentul dezastrului. Doar 388 de persoane au supraviețuit.
- 5 februarie: Protestatari libanezi au dat foc consulatului danez din Beirut, pe fondul unui protest musulman cauzat de publicarea unei caricaturi a profetului Muhammad cu un turban asemănător unei bombe, într-un ziar danez din Copenhaga, preluată apoi de mai multe cotidiane europene.
- 10-12 februarie: Cupa Davis: România întâlnește Statele Unite pentru a șasea oară în cadrul acestei competiții mondiale; scor final 4-1 în favoarea SUA.
- 10-26 februarie: Jocurile Olimpice de Iarnă de la Torino.
- 11 februarie: Președintele Italiei Carlo Azeglio Ciampi dizolvă parlamentul, lansând oficial campania pentru alegerile din luna aprilie.
- 17 februarie: În Nigeria, 16 creștini au fost uciși și 15 biserici au fost incendiate în scandalul caricaturilor cu Mahomed.
- 20 februarie: A fost inaugurată Low Racoviță, prima stație românească din Antarctica.
- 22 februarie: Atacul comis împotriva unei moschei șiite din Samarra, Irak și soldat cu 19 morți a cauzat valuri de proteste din partea șiiților.
- 22 februarie: Jefuirea depozitului Securitas din Anglia - cel puțin șase bărbați au răpit și amenințat familia directorului, au sechestrat 14 membri ai personalului și au furat aproximativ 92,5 milioane de dolari în bancnote din Depozitul Coroanei de Gestionare a Lichidităților, din Vale Road, Tonbridge, comitatul Kent.
- 23 februarie: Acoperișul unei piețe din Moscova s-a prăbușit din cauza zăpezii; 56 decedați, 32 răniți.
- 23 februarie: Cutremur cu magnitudinea de 7,5 grade Richter în Mozambic.
- 25 februarie: Scenaristul de origine română Radu Mihăileanu a primit Premiul César pentru cel mai bun scenariu original, atribuit filmului său Va, vis et deviens.
- 25 februarie: Populația lumii a atins cifra de 6,5 miliarde locuitori - estimare efectuată de Biroul de Recensământ a Statelor Unite.
- 26 februarie: Consiliul Suprem al Antichităților din Egipt a anunțat descoperirea unei statui a faraonului Ramses al II-lea. Statuia are aproximativ 5 tone și a fost găsită la nord-est de Cairo.
- 28 februarie: Pentru prima dată în Europa, un animal domestic a fost găsit infectat cu virusul H5N1. Cadavrul pisicii a fost descoperit în insula germană Rügen din Marea Baltică.

## Decese
- 3 februarie: Walerian Borowczyk, 82 ani, regizor de film polonez (n. 1923)
- 5 februarie: Franklin Cover, 77 ani, actor american (n. 1928)
- 8 februarie: Elton Dean, 60 ani, muzician britanic (Soft Machine), (n. 1945)
- 8 februarie: Michael Francis Gilbert, 93 ani, scriitor britanic (n. 1912)
- 8 februarie: Chiril Tricolici, 81 ani, scriitor român (n. 1924)
- 9 februarie: Ron Greenwood, 84 ani, fotbalist și antrenor britanic (n. 1921)
- 10 februarie: Dionis Bubani, 79 ani, scriitor, dramaturg, umorist și traducător albanez (n. 1926)
- 10 februarie: J Dilla (n. James Dewitt Yancey), 32 ani, producător muzical și rapper american (n. 1974)
- 13 februarie: Andreas Katsulas, 59 ani, actor american (n. 1946)
- 14 februarie: Shoshana Damari, 82 ani, cântăreață israeliană (n. 1923)
- 16 februarie: Lya Hubic, 95 ani, soprană și interpretă de operă română (n. 1911)
- 20 februarie: Aurel Acasandrei, 67 ani, pictor român (n. 1939)
- 20 februarie: Nicolae Gărbălău, 74 ani, academician din R. Moldova (n. 1931)
- 20 februarie: Ionel Drîmbă (Ion Alexandru Drîmbă), 63 ani, scrimer român (n. 1942)
- 22 februarie: Angelica Adelstein-Rozeanu, 84 ani, sportivă română (tenis de masă), (n. 1921)
- 23 februarie: Telmo Zarra (n. Telmo Zarraonandia Montoya), 85 ani, fotbalist spaniol (atacant), (n. 1921)
- 24 februarie: Octavia E. Butler, 58 ani, scriitoare americană de SF (n. 1947)
- 24 februarie: Dennis Weaver, 81 ani, actor american (n. 1924)
- 25 februarie: János András (Vistai), 79 ani, scriitor român de etnie maghiară (n. 1926)
- 25 februarie: Henry Madison Morris, 87 ani, creaționist american (n. 1918)
- 28 februarie: Owen Chamberlain, 85 ani, fizician american laureat al Premiului Nobel (1959), (n. 1920)